# Buenavista del Norte
Buenavista del Norte település Spanyolországban, Santa Cruz de Tenerife tartományban. Buenavista del Norte Santiago del Teide és Los Silos községekkel határos. Lakosainak száma 4680 fő (2024).

## Népesség
A település népessége az elmúlt években az alábbi módon változott:
| Lakosok száma | 5322 | 5301 | 5188 | 5194 | 4916 | 4884 | 4797 | 4778 | 4753 | 4680 |
|               | 2001 | 2004 | 2007 | 2009 | 2012 | 2014 | 2017 | 2019 | 2022 | 2024 |